# Otto Hufnagel
Otto Julius Hufnagel (* 4. Oktober 1885 in Frankfurt am Main; † 11. November 1944 in Westerburg) war ein deutscher Lehrer und Politiker (DDP).

## Leben
Hufnagel war der Sohn des Lehrers Johannes Hufnagel und dessen Ehefrau Ida Marie Henriette, geborene Aschenbrenner. Er heiratete am 6. August 1937 in Frankfurt am Main Theodora Lydia Smith. Hufnagel besuchte die Merianschule sowie das Lessinggymnasium in Frankfurt. Anschließend studierte er Geschichte, Philosophie, Germanistik und Klassische Philologie in Heidelberg und Leipzig. 1910 wurde er in Leipzig promoviert. Von 1910 bis 1912 absolvierte er sein Referendariat am Wöhler-Realgymnasium in Frankfurt und am Realgymnasium i. E. in Arolsen, bevor er 1912 Oberlehrer in Arolsen wurde. 1924 wurde er dort zum Studienrat befördert, im gleichen Jahr ging er an das Kaiser-Wilhelm Gymnasium in Frankfurt. 1939 wechselte er an das Kaiser-Friedrich-Gymnasium in Frankfurt. Nachdem das Gymnasium 1944 ausgebombt worden war, wurde der Schulbetrieb nach Westerburg verlegt, dorthin folgten Otto Hufnagel und seine Frau.
Hufnagel war bis 1918 Mitglied der Fortschrittlichen Volkspartei. 1918 gründete er die DDP in Waldeck mit. 1918/19 gehörte Hufnagel dem Arolser Bürgerrat an und war Vorsitzender des Bürgerrats des Kreises der Twiste. Von 1919 bis 1924 gehörte er dem Arolser Gemeinderat an. Von 1919 bis 1922 war Hufnagel für die DDP Abgeordneter in der Verfassungsgebenden Waldeck-Pyrmonter Landesvertretung.

## Veröffentlichung
- Kaspar schlicks letztes Hervortreten in der Politik nebst einem kritischen Beitrag zu denn Fälschungsproblem. Hoffmann, Leipzig-Reudnitz 1910 (Leipzig, Phil. Diss. 1910)

- Caspar Schlick als Kanzler Friedrichs III. In: Mitteilungen des Instituts für Österreichische Geschichtsforschung, Erg.bd. 8 (1910/11), S. 253–504.

- Der waldeckische Staat. In: Archiv des öffentlichen Rechts, N.F. 7 (1924), S. 195–208.